# Microtheliopsis
Microtheliopsis är ett släkte av svampar. Microtheliopsis ingår i familjen Microtheliopsidaceae, klassen Dothideomycetes, divisionen sporsäcksvampar och riket svampar.
| Microtheliopsis | \| \| Microtheliopsis uleana \| \| \| \| \| \| Microtheliopsis uniseptata \| \| \| \| |
|                 | \| \| Microtheliopsis uleana \| \| \| \| \| \| Microtheliopsis uniseptata \| \| \| \| |
|                 | Microtheliopsis uleana                                                                |
|                 |                                                                                       |
|                 | Microtheliopsis uniseptata                                                            |
|                 |                                                                                       |

|  | Microtheliopsis uleana     |
|  |                            |
|  | Microtheliopsis uniseptata |
|  |                            |